# Erucius tenuis
Erucius tenuis är en insektsart som beskrevs av Brunner von Wattenwyl 1898. Erucius tenuis ingår i släktet Erucius och familjen Chorotypidae. Inga underarter finns listade i Catalogue of Life.